# Сокол (Лысьвенский городской округ)
Сокол — дом отдыха (тип населённого пункта) в Лысьвенском городском округе Пермского края России.

## Географическое положение
Дом отдыха расположен к югу от Лысьвенского пруда, примерно в 3 километрах на юг от южной границы города Лысьвы. Через населённый пункт проходит ветка Калино — Кузино Свердловской железной дороги, на которой расположен остановочный пункт Сокол (до октября 2021 года — 28 км).

### Климат
Климат умеренно континентальный. Среднегодовая температура воздуха равна: +1,7 °C; продолжительность безморозного периода: 165 дней; средняя мощность снегового покрова: 50 см; средняя глубина промерзания почвы: 123 см. Устойчивый снежный покров сохраняется с первой декады ноября по последнюю декаду апреля. Средняя продолжительность снежного покрова — 160—170 дней. Средняя из наибольших декадных высот снежного покрова за зиму — 50 см. Средняя максимальная температура самого жаркого месяца: +24,4 °C. Средняя температура самого холодного месяца: −17,4 °C.

## История
Дом отдыха открыт в 1931 году.
С 2004 до 2011 года входил в Лысьвенское городское поселение Лысьвенского муниципального района.

## Население
| 2010 |
| ---- |
| 48   |

Постоянное население составляло 120 человек (92 % русские) в 2002 году, 48 человек в 2010 году.

## Дом отдыха
Дом отдыха работает в статусе санатория, обеспечивая лечение по профилю заболеваний: органов опорно-двигательного аппарата, органов дыхания, ЖКТ, сердечно-сосудистой системы, нервной системы, косметология.